# Helge Liljebjörn
Helge Liljebjörn (16 agosto 1904 – 2 maggio 1952) è stato un calciatore svedese, di ruolo centrocampista.